# Сегоффен, Виктор
Виктор Сегоффен (фр. Victor Ségoffin; 5 марта 1867, Тулуза — 17 октября 1925, там же) — французский скульптор.

## Биография
Уроженец Тулузы. Окончил тулузский лицей имени Пьера Ферма, а затем поступил в Тулузскую школу изящных искусств (фр.), где учился у Шарля Понсена-Андараи. Затем уехал в Париж, где брал уроки в Национальной школе декоративного искусства в Париже в мастерской у Эме Милле.
В 1888 году поступил в Школу изящных искусств в Париже в 1888 году, где учился у Жюля Кавелье (в 1888—1894 годах), а затем у Луи-Эрнеста Барриа (в 1894—1897). В 1895 году он выиграл престижную Римскую премию (второе степень в номинации «скульптура»), затем два раза, в 1896 и 1897 годах, ему удавалось получить Римскую премию первой степени. С 1897 по 1901 год Сегоффен, как лауреат Римской премии, бесплатно жил в Риме на вилле Медичи за счёт французского государства.
В 1900 году работы Сегоффена, наряду с работами некоторых других скульпторов, демонстрировались на Всемирной выставке, где получили бронзовую медаль. Сегоффен регулярно выставлялся на Парижском салоне в период с 1890 по 1923 год. Он был кавалером (1906) и офицером (1911) ордена Почётного легиона и кавалером ордена Академических пальм. В 1920 году Сегоффен был назначен руководителем мастерской женской скульптуры в Школе изящных искусств в Париже, где проработал до самой смерти. Скончался в Тулузе, где его именем была позднее названа улица.

## Галерея

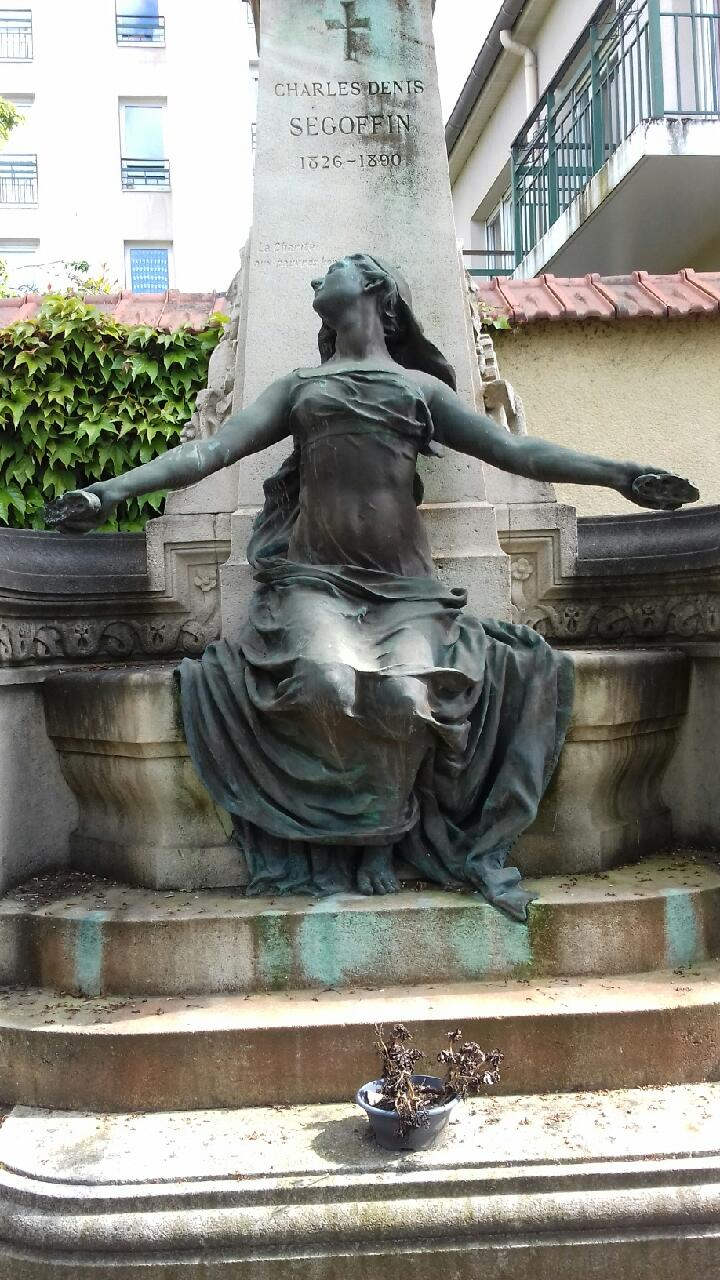
Благотворительность (1891—1892). Курбевуа, кладбище Фовель, могила Шарля-Дени Сегоффена
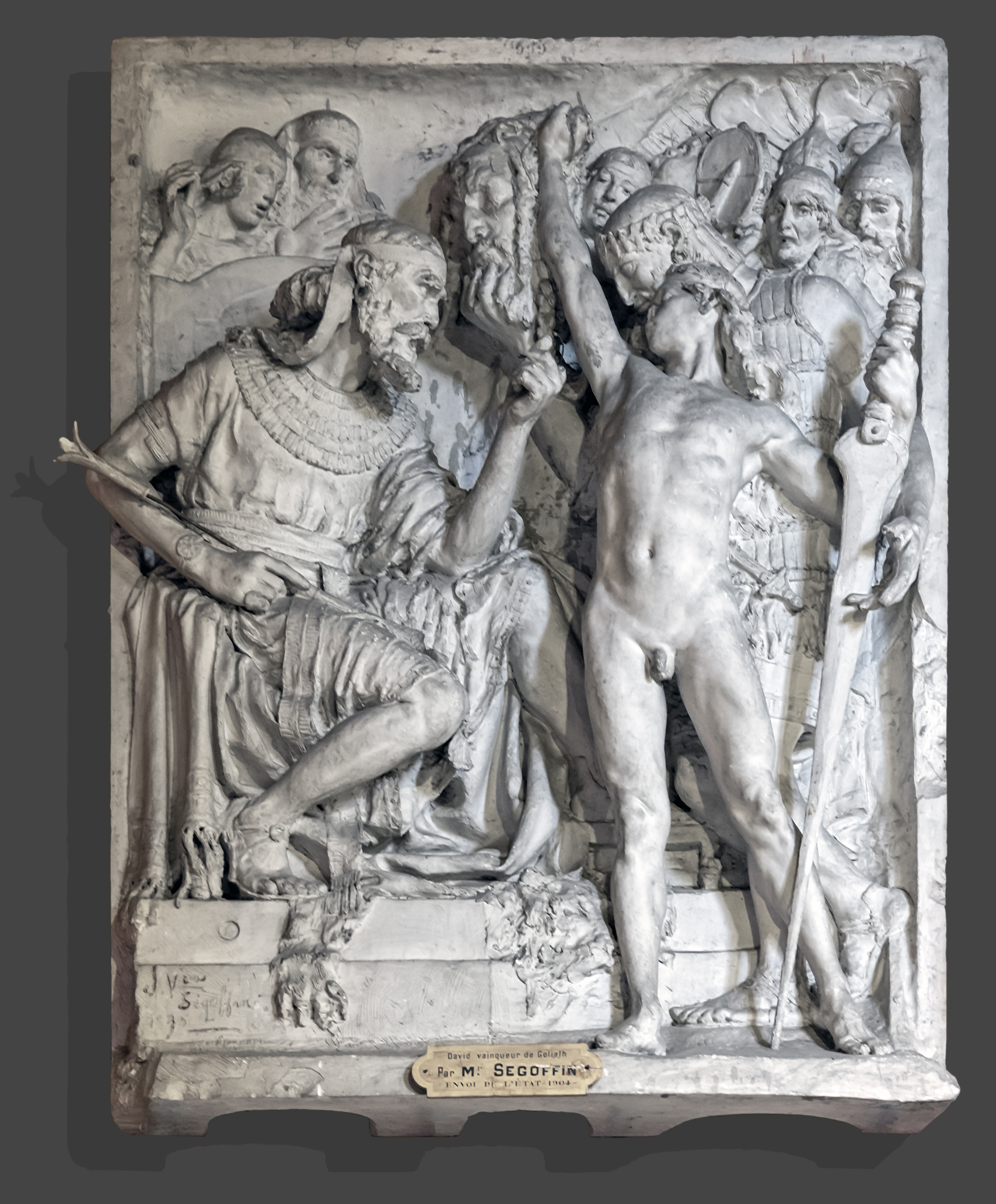
Давид, победитель Голиафа (1895), Тулуза, Музей августинцев
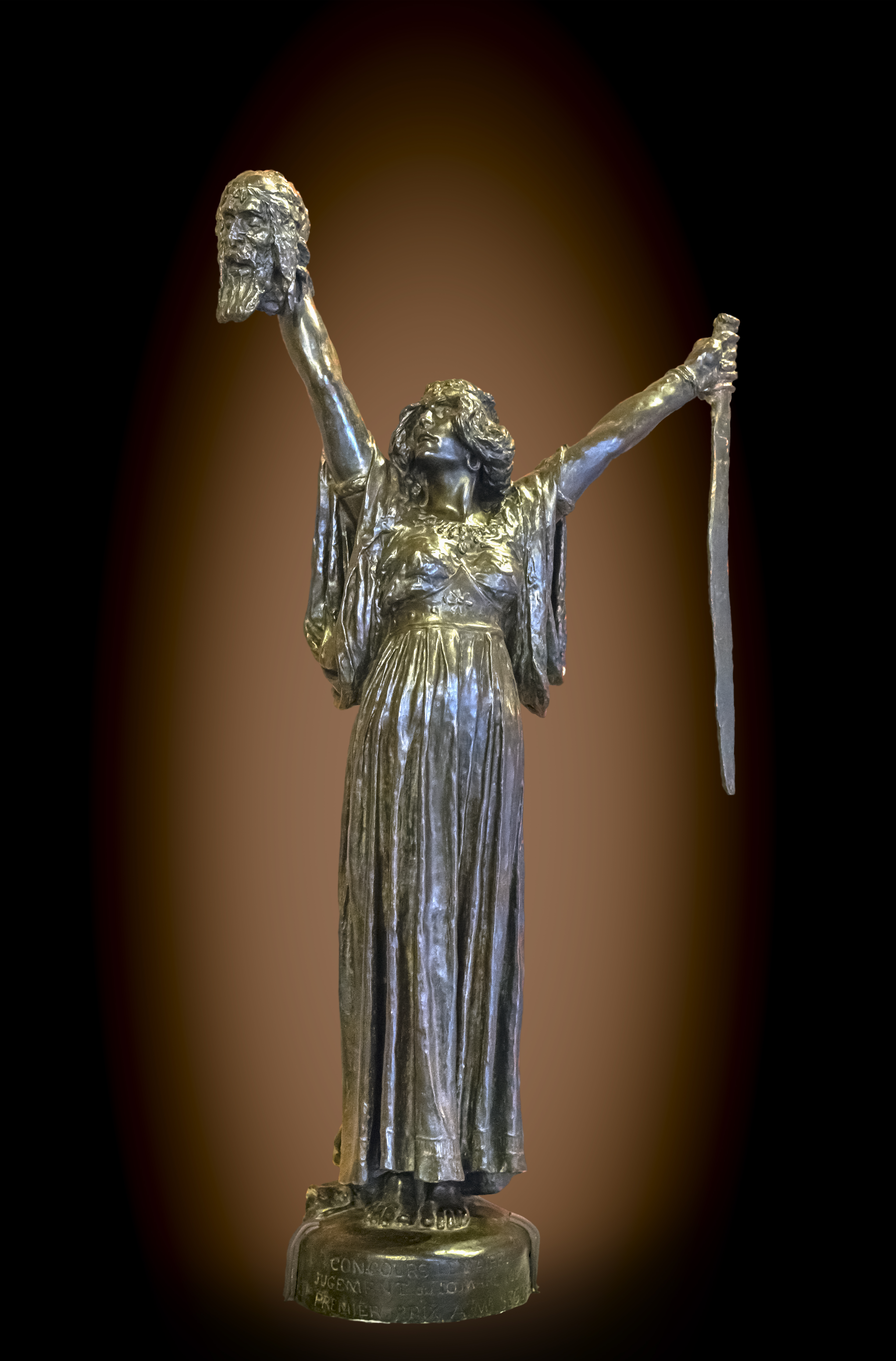
Юдифь с головой Олоферна (1896), Тулуза, Музей августинцев
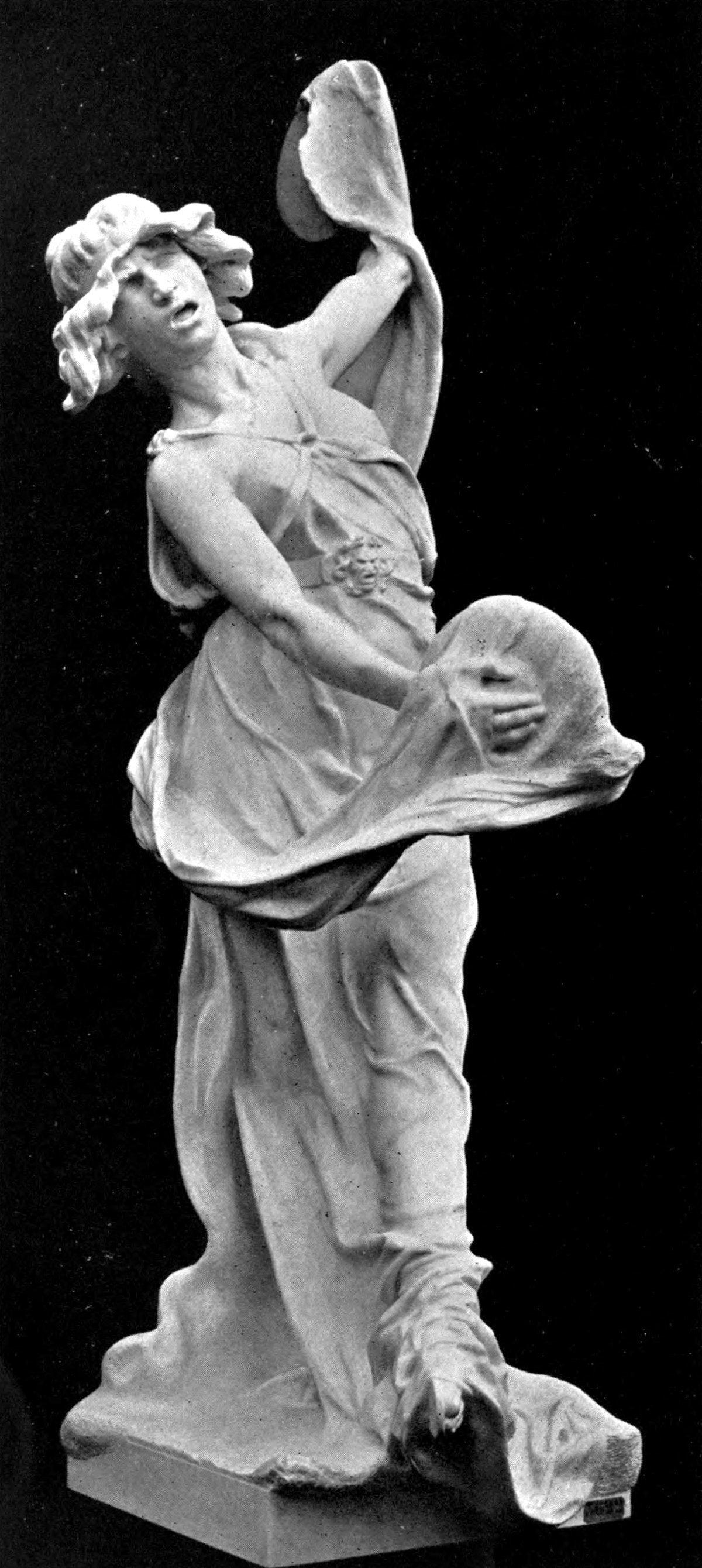
Священный танец (1905), Париж, музей Орсе
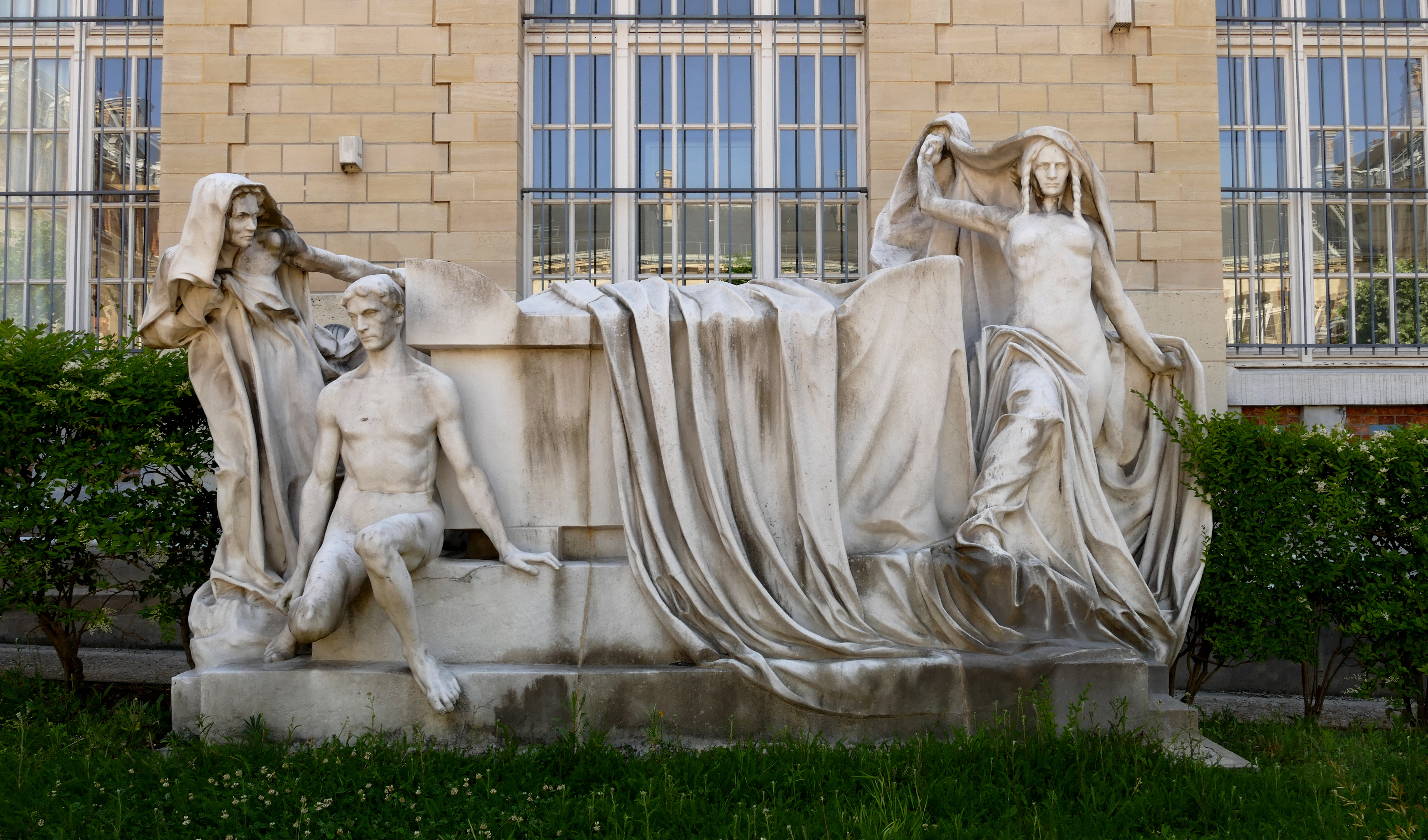
Памятник Вольтеру (1907), Париж, перед фасадом лицея Вольтера
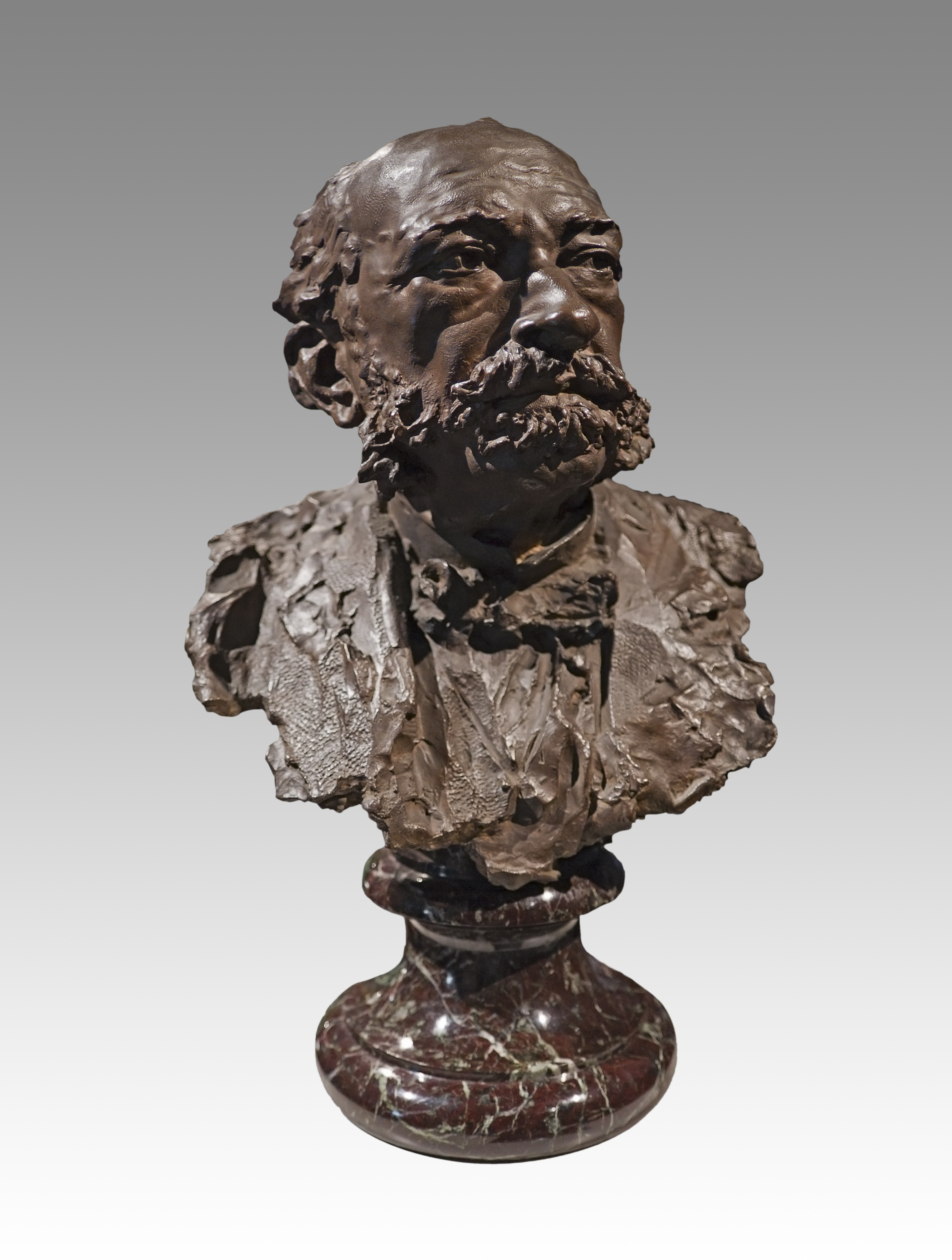
Бюст археолога Эмиля Картальяка (1914), Тулузский музей
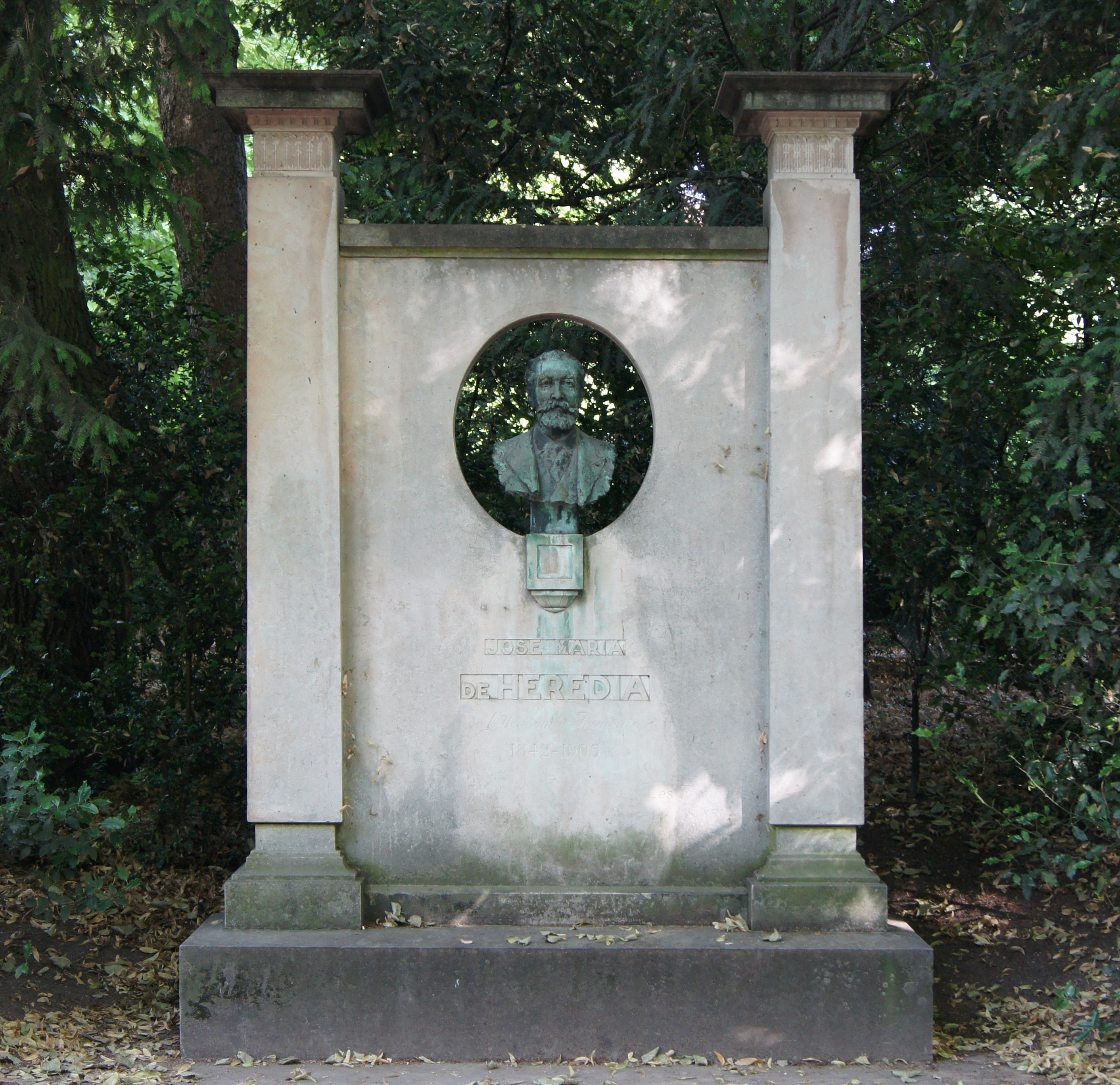
Памятник французскому поэту кубинского происхождения Жозе Марии де Эредеи (1925), Париж, Люксембургский сад
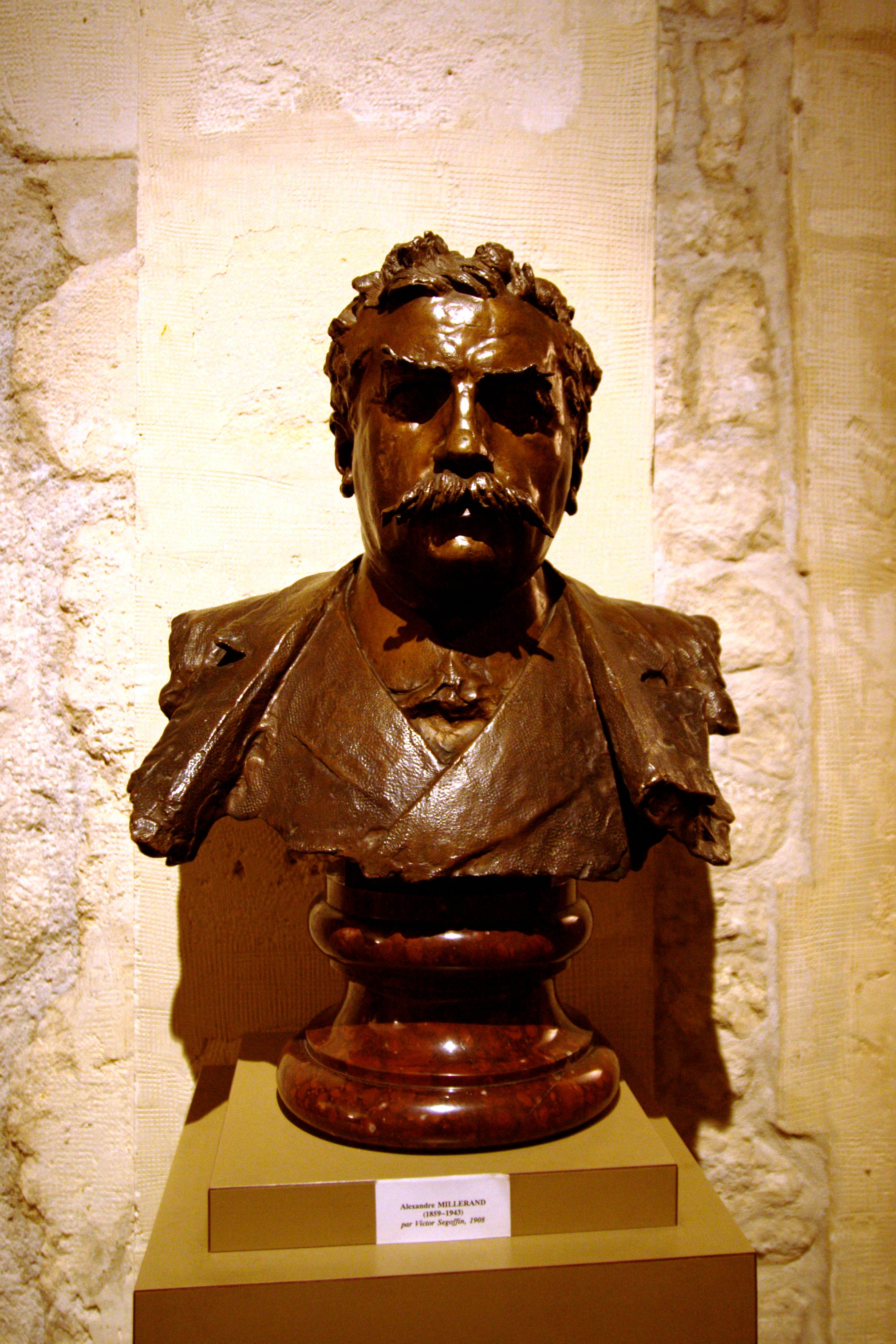
Бюст президента Франции Александра Мильерана. Музей Адвокатуры (англ.), Париж